# ヒーローポイント
ヒーローポイントとはテーブルトークRPG(TRPG)で使われる用語、ルールの一つ。「物語の主人公（プレイヤーキャラクター）だけが使用できる英雄的なパワー」を数値データとして表現したものである。

## 概要
ヒーローポイントは、プレイヤーキャラクターの「英雄性」を表すために設定される能力である。多くの場合はヒーローポイントはヒットポイントやマジックポイントと同じく数値として設定され、これを消費することで特別な効果を発揮することができる。これは「マジックポイントを消費して魔法という特別な能力を使う」ということに類似しているが、ヒーローポイントの使用で発揮される効果は「プレイヤーキャラクターにしか使用できない」というのが大きな違いとなっている。ただし、シナリオ上でプレイヤーキャラクターと同じくらい重要なライバルキャラクターとして設定されているノンプレイヤーキャラクターはヒーローポイントを使用することが可能なこともある。
ヒーローポイントを使うことで発揮される具体的な効果はゲームによって異なるが、よく見られる効果としては以下のようなものがある。
- 行為判定を自動的に成功にできる
- 失敗した行為判定を再度、判定することができる
- 行為判定に成功しやすいように有利な修正を加えることができる
- 相手に与えるダメージを増加する
- 自分に対して与えられたダメージを無効にする
- プレイヤーキャラクターにしか使用できない特別な必殺技を使用する
- プレイヤーキャラクターに都合の良いシチュエーションを作り出す（「事件が起こっている場所に偶然居合わせる」「状況を解決するのに必要な道具をたまたま持ってきている」など）

ヒーローポイントによる効果の中には「ヒーローポイントの使用以外の方法では再現不可能な効果」もある。上記でいうなら必殺技の使用や都合の良いシチュエーションの作成などがそれに当たる。

## 歴史
ヒーローポイントという名前が始めに使われたテーブルトークRPGはアメリカのビクトリー・ゲームズ社が1983年に発売したJAMES BOND 007というゲームである。これは日本語版が1985年にホビージャパンより『ジェームズボンド007RPG』という名前で発売されているのだが、この時点ではヒーローポイントのルールは日本のゲーマーにそこまで注目されなかった。
1987年、『ジェームズボンド007RPG』のヒーローポイントのルールを徹底的に強調し、パルプヒーローを演ずることを主目的にしたゲームがツクダホビーから発売された。それが『ワープス』である。ワープスは漫画や小説、映画などで良くある「物語の主人公だからという理由だけで理屈抜きに行われるご都合主義な展開」を再現するためにヒーローポイントのルールを実装した。ワープスで使われたヒーローポイントのルールは現在でも稀に見るくらいバリエーションの豊富なもので、「行為判定を振りなおす」や「ダメージを増加する」といった一般的なものから、「ヒロインのピンチに都合よくプレイヤーキャラクターが颯爽と現れる」や「ピンチに出会ったときになぜか都合よくこんなこともあろうかと任意のアイテムを取り出せる」といったストーリーそのものを左右できる効果まであった。
その後、ヒーローポイントのルールは徐々に普及していき、「通常のノンプレイヤーキャラクターには不可能な英雄的活躍も、プレイヤーキャラクターがヒーローポイントを使うことで可能となるルール」を実装するゲームが多数出現していった。

## ヒーローポイントの解釈
ヒーローポイントの元祖である『ジェームズボンド007RPG』と『ワープス』の両方に通ずることに、「物語の主人公が理由なく有利になったりピンチになったりする御都合主義な展開」をゲーム上で再現するためのデータをヒーローポイントと呼んでいたことがある。いわばこの当時のヒーローポイントとはデウス・エクス・マキナのルール化を目指したものであった。それゆえに、この当時はヒーローポイントというものが、プレイヤーキャラクターのキャラクター性とは全く無関係に存在していた。「ヒットポイントが高い者は肉体が強靭であることを表す」「マジックポイントが高い者は精神が強靭であることをあらわす」というような「ポイントを解説する要素」が最初期のヒーローポイントには存在しなかったのである。
しかし、ヒーローポイントの概念が普及するにつれ、ヒーローポイントというものがプレイヤーキャラクターのどのような要素を表現しているかについて理由づけがされていくようになっていった。現在においても最も多く見られるのが「ヒーローポイントはプレイヤーキャラクターの運の要素を表している」という解釈である。このようなゲームにおいては能力値に「幸運度」や「運命点」が設定され、その数値によってヒーローポイントの取得数が変化することが多い。幸運解釈を用いているゲームに代表的なものとして、『ファイティング・ファンタジー』、『ワースブレイド』、『アリアンロッドRPG』、『ウォーハンマーRPG』などがある。
ほかに代表的なヒーローポイント解釈としては、「プレイヤーキャラクターがゲーム世界における超常的存在である証左」というものがある。プレイヤーキャラクターは一人残らずその世界で畏怖さられている超人たちであり、超人たちだけが使える必殺技をヒーローポイントとして表現しているというものである。このパターンの解釈の特徴は「プレイヤーキャラクターの必殺技（ヒーローポイント）のメカニズムが、ある程度その世界の知識で解明されている」ことがある。代表的な例として、プレイヤーキャラクター全員が神から選ばれた救世主である『ブレイド・オブ・アルカナ』や『アルシャード』では、ヒーローポイント要素が神から与えられた奇跡や加護の力として説明される。ほかにはプレイヤーキャラクター全員が「この世界にわずかしかいない超能力の使い手」である『ダブルクロス』もこのパターンの解釈となる。このゲームでは超能力者は他者への感情（愛や憎しみ）によって超能力を制御できる。つまり、他者への感情こそがヒーローポイント要素の正体であるとして説明されているのである。実際に『ダブルクロス』のヒーローポイント要素である「ロイス」は数値ではなく他者に対する感情で表現される（例：「A君への親愛」という強い感情を取得することで、それは1点のヒーローポイントとして扱われる。同じように「B君への憎しみ」という強い感情を取得すれば、それもまた1点のヒーローポイントとして使用できる）。

## マイナスに働くヒーローポイント
ヒーローポイントの中にはプレイヤーキャラクターにとってマイナスに働く要素が内包されている物も存在する。
代表的なものが『スペオペヒーローズ』のネガティブヒーローポイントである。これはゲームマスターがプレイヤーキャラクターに対して与えるもので、これが与えられるとプレイヤーキャラクターはその直前に行った行為判定が「運悪く失敗した」とみなされる。ただし、与えられたネガティブヒーローポイントは、一度取得すると通常のヒーローポイントと同じように使用することもできる。ネガティブヒーローポイントはゲームマスターがプレイヤーキャラクターを無理やりにでもピンチに陥れるためのものであるが、ピンチになった分、その後のシーンで活躍できる機会も増えるのである。ネガティブヒーローポイントに似たルールとしては『テラ:ザ・ガンスリンガー』のカラミティルージュなどもある。
ほかにも、ヒーローポイントを使えば使うほどリスクが発生するゲームというのもある。例としては『天羅万象』、『天羅WAR』、『ダブルクロス』、『デモンパラサイト』などがあり、これらのゲームでは、ヒーローポイントを使えば使うほど狂気がとりつき人間性や理性を表すポインが失われていき（もしくは狂気を表すポイントが増加していき）、ある一線を越えるとノンプレイヤーキャラクターと化す。
ヒーローポイントに以上のようなリスクを持たせるゲームの多くは「超常的な能力は大きな代償と引き換えにしか手に入らない」というテーマを持つ。このようなテーマはヒーローポイントが普及する以前からTRPGでも取り扱われており、例えば、魔法は世界の歪みを利用する物と言う世界観のゲーム（『クトゥルフの呼び声』、『ギア・アンティーク』、『混沌の渦』等）では、此の世の理を歪めて使う魔法は、使うほど更なる歪みを招き使用者に不利益を与えると言うルールを実装しているものもある。このようなルールにはヒーローポイントにリスクを与えるルールと類似した点がみられる（ヒーローの御都合主義も世界の理を無視している）。